# نامق قاراچوخورلو
نامق قاراچوخورلو (به ترکی آذربایجانی: Namiq Qaraçuxurlu) (متولد ۸ نوامبر ۱۹۷۸، باکو) یکی از خواننده‌های جمهوری آذربایجان می‌باشد.

## زندگی
نامق قاراچوخورلو در ۸ نوامبر ۱۹۷۸ در روستای قاراچوخور به دنیا آمد و تحصیلات متوسطه‌اش را نیز در همان روستا به پایان رساند. در سال ۱۹۹۳ اولین میخانه‌خوانی (نوعی مشاعره) خود را باز کرد و سپس به خاطر دلایل معینی از هنر فاصله گرفت.
در سال ۱۹۹۷ با نام شهریار در کاخ فرهنگ در مسابقه میخانه (مشاعره) توانست مقام دوم را کسب کند و برنده شود و پس از آن روز فعالیتش را آغاز کرد و در سال ۱۹۹۹ اولین کاست خود را منتشر کرد.
در سال ۲۰۰۱ پس از انتشار آلبوم «قسم خورده بودیم» (And içmişdik) میخانه‌خوانی و هنر میخانه (مشاعره) را با کلیپ «روایت» به تصویر کشاند که نقش عمده‌ای در زندگی وی داشت. از تقدیمات این کلیپ که زمانی با نام شهریار در کاخ فرهنگ برنده شده به شکل یک کنسرت برگزار شد. او در مناطق مختلف آذربایجان از جمله در استادیوم شفا که ظرفیتش ۷۴۰۰ نفر بود کنسرت برگزار کرد. او همچنین کنسرت‌های متعددی در هلند، آلمان، ایرلندوبیشتر شهرهای روسیه از جمله در پایتخت آن، مسکو برگزار کرد.
او مدت طولانی با آیگون کاظموا همکاری داشت.

## سبک
او از مشهورترین خوانندگان آذربایجانی است و در میان تمامی ترک‌ها در ایران طرفداران بیشماری دارد که سبک میخانه (نوعی مشاعره) را می‌خواند و سبک خاصی در خواندن ترانه‌های خود دارد که تمام ترانه‌ها را یک نفس و بدون مکث می‌خواند. همین موضوع و البته متن زیبای ترانه‌ها و احساسی آن‌ها باعث معروف شدن آن شده‌است.